# Polisy
Polisy é uma comuna francesa na região administrativa de Grande Leste, no departamento de Aube. Estende-se por uma área de 11,35 km². Em 2010 a comuna tinha 200 habitantes (densidade: 17,6 hab./km²).